# Fais-moi plaisir !
Fais-moi plaisir ! és una comèdia romàntica francesa de 2009, dirigida per Emmanuel Mouret, que també es va estrenar amb el títol en anglès Please, Please Me! . Està protagonitzada pel propi Mouret, al costat de Judith Godrèche, Frédérique Bel, Déborah François i Jacques Weber.

## Argument
Ariane està molesta amb Jean-Jacques. Tots dos viuen en parella, però aquest matí Jean-Jacques parla per telèfon amb una dona. Quan acaba, ella pregunta amb qui parla i ell li conta una història. Un vell amic li va dir una vegada una forma infal·lible de despertar l'interès d'una dona: escriu una nota sincera demanant-li que es reuneixi amb tu tot sol en cinc minuts. Quan Jean-Jacques ho va provar en un tren, va funcionar. Un altre dia el va provar en un bar amb Élisabeth, que acabava de cridar-lo.
Ariane es proposa conèixer la veritat de l'assumpte, encara que descobreixi que la seva parella es fica al llit amb altres dones. Llavors accepta anar a una festa aquesta nit a l'apartament palatí d’Élisabeth. Abans que comenci el porta a veure al seu pare, ni més ni menys que el President de la República. Jean-Jacques no coneix a ningú en la festa i quan acaba, Élisabeth el porta a la seva habitació, on es desmaia. Després apareix el promès d’Élisabeth, i la simpàtica donzella, Aneth, treu Jean-Jacques d'amagat. Ella el porta de retorn al seu apartament per a cosir-li els pantalons, que s'havien danyat, i una nit romàntica està a punt de començar quan el seu company de pis es desperta. Tret de contraban, Jean-Jacques és arrestat al carrer i només és alliberat quan Élisabeth confirma la seva història.
De camí a casa, veu a Ariane. Diu que va ser a un bar amb una amiga i li van passar una nota. Bastant plena de mojitos, surt a trobar-se amb l'home i el va reprendre pel seu estratagema misogin barat. Ell s'ho va prendre molt bé, el convida a alguns glops més i van tornar al seu departament. Quan Jean-Jacques pregunta què van fer, Ariane simplement respon: “El mateix que tu”.

## Repartiment
- Emmanuel Mouret com Jean-Jacques
- Judith Godrèche com Élisabeth
- Frédérique Bel com Ariane
- Déborah François com Aneth
- Jacques Weber com president de França
- Frédéric Epaud
- Dany Brillant com Rodolfo